# Per Funch Jensen
Per Funch Jensen (født 25. september 1938 i København, død 16. juli 1960 Sundby Hospital) var en dansk fodboldmålmand. Han var uddannet slagtersvend.
Funch Jensen var et stort målmandstalent, der debuterede på A-landsholdet efter blot 17 kampe for KB. Han nåde at spille 4 A-, 1 U- og 2 Y-landskampe inden han døde kun 21 år gammel.
Funch Jensen var en af de otte som 1960 omkom i flyulykken på vej til en OL-forberedelseskamp i Herning. De andre var Børge Bastholm Larsen (Køge), Arne Karlsen (KB), Erik Pondal Jensen (AB), Kurt Krahmer (KB), Ib Eskildsen (Frem), Søren Andersen (Frem) og Erling Spalk (Ikast). Per Funch Jensen blev som den eneste af passagererne bragt levende i land og videre til Sundby Hospital, men han døde kort efter af sine kvæstelser.
Funch Jensen var blevet udtaget til OL på bekostning af den noget mere erfarne Finn Sterobo (OB), som dog blev udtaget til OL efter Funch Jensens død.